# Johann Heinrich Gottlieb Engel
Johann Heinrich Gottlieb Engel (russisch Иоганн Генрих Готлиб Энгель, * 21. März 1720 in Lodersleben; † 11. Dezemberjul. / 22. Dezember 1785 greg. in Moskau) war ein deutsch-russischer Mediziner.

## Leben
Engel wurde 1720 in dem Dorf Lodersleben bei Querfurt geboren. Von 1741 bis 1743 erhielt er eine medizinische Ausbildung in einem Krankenhaus in Sankt Petersburg. Nach Abschluss der Ausbildung wurde er Arzt in einem Dragonerregiment in Astrachan und 1753 in einem Marinelazarett in Kronstadt. In diesem Krankenhaus, das zugleich Ausbildungsstätte war, lehrte er neben Anatomie und Chirurgie auch Latein. Er wurde mehrmals befördert. 1762 wurde er in ein Krankenhaus nach Moskau versetzt.
1779 wurde er korrespondierendes Mitglied der Russischen Akademie der Wissenschaften.
An der Albertus-Universität Königsberg wurde er 1781 mit der Arbeit De utero deficiente promoviert. Nach 42 Jahren Dienst als Militärarzt starb er im Dezember 1785 in Moskau.
Sein Sohn Fjodor Iwanowitsch Engel war russischer Stabsoffizier, Staatssekretär und Senator.